# Julius Jaiser

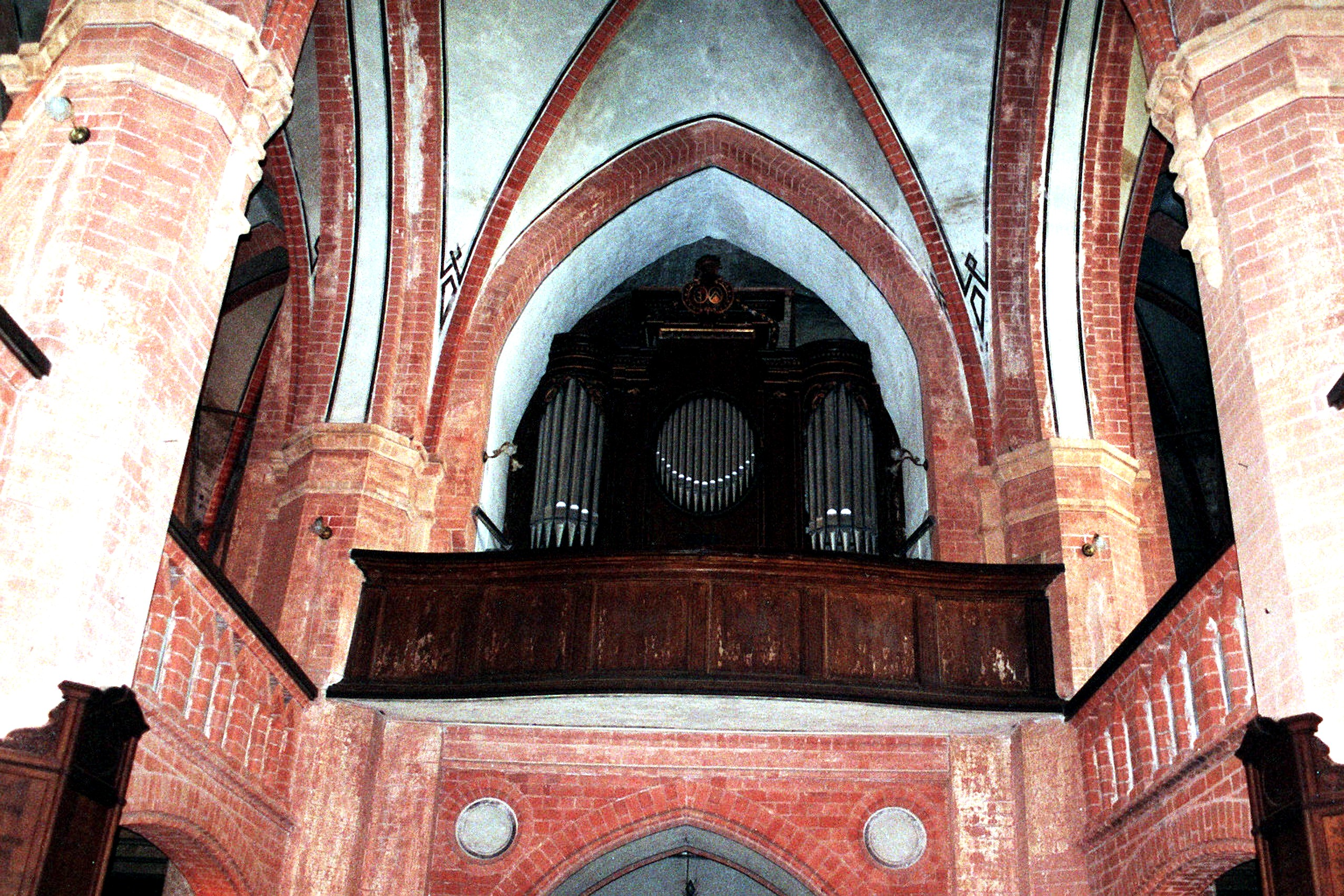
Orgel in Penzlin

Julius Jaiser (* 21. Dezember 1872 in Ludwigsburg; † 2. Februar 1934 in Putbus) war ein deutscher Orgelbauer in Stralsund.

## Leben
Julius Jaiser wurde am 21. Dezember 1872 in Ludwigsburg geboren und am 5. Januar 1873 getauft. Seine Eltern waren Carl Jaiser und Marie Jaiser geb. Staiger. Nach 1900 wurde er Orgelbauer bei Friedrich Albert Mehmel in Stralsund. Spätestens seit 1923 gab es kurzzeitig eine Firma Jaiser & Stephan. Jaiser starb am 2. Februar 1934 in Putbus und wurde am 7. Februar 1934 in Stralsund beigesetzt.

## Werkliste (Auswahl)
Von Julius Jaiser ist nur ein Neubau in Penzlin bekannt, in der Kirche St. Marien, außerdem einige weitere Arbeiten vor allem in Stralsund und Umgebung.
| Jahr      | Ort       | Gebäude                 | Bild | Manuale | Register | Bemerkungen |
| --------- | --------- | ----------------------- | ---- | ------- | -------- | --- |
| 1917      | Tribsees  | St. Thomas              |      | II/P    | 24       | Ausbau der Prospektpfeifen |
| nach 1917 | Stralsund | St. Annen und Brigitten |      | I/P     | 9        | Einbau neuer Prospektpfeifen |
| nach 1917 | Sagard    | St. Michael             |      |         |          | Einbau neuer Prospektpfeifen |
| 1923      | Gristow   | Dorfkirche              |      | I/P     | 15       | Jaiser & Stephan, Einbau neuer Prospektpfeifen |
| nach 1923 | Stralsund | St. Marien              |      |         |          | Jaiser & Stephan, Pflege |
| 1924      | Stralsund | St. Nikolai             |      | III/P   | 55       | Einbau neuer Prospektpfeifen |
| 1929      | Schönberg | Kirche                  |      | II/P    | 26       | Einbau neuer Prospektpfeifen |
| 1929/30   | Penzlin   | St. Marien              |      | II/P    | 16       | einziger bekannter Neubau, im Prospekt von 1781, alle Teile zugekauft, wahrscheinlich bei Aug. Laukhuff, 2017 Restaurierung durch Scheffler – Orgel |
| 1930      | Poseritz  | Kirche                  |      | I/P     | 8        | Dispositionsänderung |
| vor 1934  | Loitz     | St. Marien              |      | II/P    | 34       | Dispositionsänderung |